# Археолошки музеј у Олимпији
Археолошки музеј у Олимпији је новоизгађени објекат на северним падинама брда Кронион у коме су изложени археолошки артефакти са овог и других подручја Грчке. Од 1886. године, до изградње садашњег (новог) музеја, отвореног за посетиоце 1982. године деловао је стари музеј у Олимпији. У овој згради пространих дворана изложене су колекције уметничких предмета и скулптура из збирке старијега музеја, и најзначајнији налази из периода новијих ископавања с краја 20. века.

## Стална поставка Археолошког музеја
Археолошки музеј Олимпије, један од најважнијих музеја у Грчкој, који представља дугу историју најславније светиње антике, светиње Зевса, оца богова и мушкараца, у којој су настале олимпијске игре. Данашња стална поставка музеја 2004. године је реорганизована на начин који задовољава савремене музеолошке стандарде. Њу чини збирка антиквитете, фокусираних на хронолошки приказ вишевековне историје светилишта и пророчишта у Олимпији почев од праисторије до касне антике.
Музејски објекат обухвата изложбене просторије (галерије), помоћне просторе и магацине. У предворју и дванаест изложбених галерија изложени су предмети превасходно ископани у Алтису. У саставу музеја су и помоћни простори (кафићи, тоалети) који се налазе се у источном крилу музеја, а у одвојеној згради између музеја и археолошког налазишта налази се књижара и продавница сувенира. На крају, део источног крила и подрумске просторије намењене су складиштењу и конзервацији предмета од теракоте и бронзе.
Већину изложених експоната чине предмети донирани светилишту од појединаца и држава, током периода његовог великог просперитета, које је са мањим прекидима трајало од архајске епохе (из које је очуван велики број храмова, камених и бронзаних статуа, надгробних плоча са рељефима, фигуралних представа са забата и метопа), па све до римског доба, када је после више векова у новој ери замро њен живот.
Изложбене поставке су приказане хронолошким редоследом по тематским целинама у 12 галерија. Ове целине су део већих изложбених јединица, који омогућавају посетиоцима да разумеју период развоја и пропадања светилишта, богатство различитих донатора, идентитет различитих уметничких радионица и урбани и демографски развој подручја око светилишта.
Изложба је постављена према специфичним потребама сваког медија: велике статуе и архитектонска скулптура требају више простора, од минорних предмета, који су углавном фокусирао на уметност архајског периода, који је највише заступљен металним и мермерне арефактима, нешто мање грнчаријом, и монументалним архитектонским и скулптуралним групама.
Неки посебно импресивни експонати, као што је позната Нике приказани су одвојено[]
Текстови, модели, мапе, скице и дигиталне реконструкције, илуструју и на тај начин и физички допуњују поједине делове музејске поставке и тумачења појединих артеефаката.

### Галерија 1. Праисторијски период у Олимпији
Увод у историју и светиња Олимпије почиње у првој галерији у којој су приказани артефакти из праисторијског периода. Они укључује грнчарске и камене алата углавном из ранијег другог и трећег хеладског периода (2700—2000. п. н. е.) међу којима су приказани и модели из тумулуса Пелопса.
Овде су изложени и бројни занимљиви експонати из праисторијске епохе, који сведоче о животу људи на подручју Олимпа у неолитском периоду. Пронађени артефакти су углавном са подручја новога музеја. 
Најстаријим експонатима припадају три мермерна идола са Циклада из трећег миленијума пре нове ере, пронађена на подручју Елиде.
У изложбеним витринама поређане су и глинене вазе, које су коришћене за чување накита, и други предмета у периоду микенске епохе 1600—1100. године п. н. е.
Посебно је занимљива макета светилишта у Олимпији, коју су израдили стручњаци немачког археолошког института. Осим те, постоји и друга, старија макета из 1931. године, рађена по плану Вилхелма Дорпфелда. Она је била изложена и у старом музеју.
Изложене макете посетиоцима и кустосима музеја пуно помаже у што приближнијим дочаравању некадашњег изгледа светилишта.
Поставка се завршава са три бронзана рељефа асирске уметности из неолита (8. век п. н. е.), који сведочанство о []односу два региона. На њима су приказане поворка свештеника који носе животиња за клање и парада ратника. Они су поново коришћени за облагање дрвеним предмет који нису конзервирани.

### Галерија 2. Геометријско-архајски периоди
У овој галерији представљен је највећи део велике колекције вајарских дела у бронзи из геометријског и архајског периода посвећених Зевсу. Ова колекција спада у најбогатије колекцији ове врсте на свету. Фигурине људи и животиња, бронзане плакете, коштане фигуре, постоља, неколико врста посуда и инструмената, грифини и сфинге, део су изузетних примерак у бронзи, који на прави начин илуструју богатство и сјај Олимпије током тог историјског периода.
Једнако важан је и приказ оружја посвећеног Зеусу: шлемови, гривне, орнаменти и украшени оклопи. из геометријског периода 900.—700. године п. н. е. као и троношци од бронзе, који се карактеришу елеганцијом и богатством декорације.
У овој галерији су изложени и акротерион из Хераиона у теракоти и архаична камена глава Хере, као први део ове велике
У мањим витринама изложени су предмети са ликовима малих куроса из 7. века п. н. е.
У средини дворане изложена су уникатна дела, коњи од бронзе, који су датирани у последње године геометријског периода, 760—700. године п. н. е.

### Галерија 3. Крај архајког стила и скулптурална архитектура
Изложени предмети у овој дворани откривени су на простору светилишта Олимпија и по обележјима припадају крају геометријског (8. век п. н. е.) и посебно архајског стила (7. и 6. век п. н.е .) .
Поједини експонати наставак су геометријске уметности и архајског стила из претходне изложбене дворане, као што су фигурице људи и животиња од печене глине и бронзе, различити мали предмети, призори из лова, бројно оружје и слично.
У овој дворани изложена је и читава колекција ратног оружја (кациге, траке и штитови) из архајске епохе. Посебно се уочавају кациге коринтског и илирског типа из периода од 8—5. века п. н. е.
Лево и десно у дворани са оружјем изложен је већи број бронзаних фигура божанстава, победника, тркача, возара кола, грифона и других из 7. и 6. века п. н. е. Поред занимљивх експоната од теракоте посебно се истиче архајска глава од кречњака која је припадала великој култној статути Хере која се налазила у њеном храму, с почетка 6. века п. н. е.
Ова јединица приказује грнчарију, бронзани накит и посуде, као и неколико важних скулптура са осликаним декорацијама са различитих споменика, као што су педимент из ризнице Мегара и ризнице Гела.

### Галерија 4. Строги стил
Из простора треће арене директно се улази у ову малу дворану у којој се могу видети артефакти углавном из архајског периода грчке уметности. Уз бројне мале вазе са богатим украсима, чије су блиставе боје сачуване до данашњих дана, изложени су и разни други предмети (минијатурне куће, фигурице од теракоте итд).
У задњој витрини ччетврте дворане изложене су статуа и одлично израђена глава од печене глине. Изложени су и елементи крова (симе) пронађени на архајским грађевинама алтис и део украса од печене глине са забата ризнице Геле, из 6. век п. н. е.
На излазу из дворане постављена је фигура овна и бронзана столица из средине 5. века п. н. е.
У овој јединици приказано је и неколико примера великих артефаката од теракоте, укључујући важну групу Зеувса и Ганимида, заједно са шлемовима на глави Милтиадеса и Хијерона.
Предмети од теракоте у строгом стилу

### Галерија 5. Скулптурална декорација храма Зевса
У овој великој централној галерији изложени су јединствени и величанствени примерци мраморних скулптура и метопе из Зевсовог храмао који представљају. најзначајније експонате у музеју, и карактеристичне примјерке из периода строгог стила.
У дворани се могу видети предмети из преткласичног (480—450, године) и класичног доба (5. и 4. век). Најпознатије изложено дело израђено је у теракоти, а представља Зевсову отмицу Ганимеда. Скулптура је пронађена на стадиону, и с обзиром на ломљивост материјала, одлично је сачувана. Састављена је од десетак фрагмената, од којих је први пронађен 1878. године. Фигура Зевса је у снажном искораку леве ноге, са чврсто стиснутим ликом Ганименда десном руком. Нестаје она позната архајским укоченост, иако архајских елемената има још у обради косе и набора одеће. Скулптуру је израдио вајар Аристокле око 470. године п. н. е., а дар је Тесалца Гнатиса.
Од осталих експоната види лав у седећем ставу и делфини, који су рађени у теракоти средином 5. века п. н. е.
У првој витрини се десне стране налази се прекрасна глава од теракоте, која је припада статуи Атине. Глава потиче из 490. године п. н. е. Садржи у себи сву лепоту архајског израза.
У једној од витрина изложени су предмети пронађени у Фидијином атељеу. То су матрице од глине, које је Фидија користио за намештање златних плочица при изради статуе Зевса, алати за обраду кости, делови слоноваче и други материјал. Најзначајнија је „мала ојнохое” на којој је писало (урезано у подножју) да припада Фидију.

### Галерија 6. Пеонијева Нике
У овој дворани могу се видети најлепша уметничка дела класичног доба грчке уметности. То је пре свега статуа Нике (Победа), рад вајара Пеонијома из Менде на Халкидикију, који је израдио и акротерију на источном делу Зевсовог храма. Скулптура је називана по њеном аутору и као „Пеонијева Нике”. Датирана је између 425. и 421. године п. н. е.
Израђена је новцем добијеним од плена, као дар становника острва Сфактерије, а била је првобитно постављена на углу југоисточног дела Зевсовог храма.
Ова скулптура висока око три метра, налазила се на стубу троугластог подножја, високом девет метара. Откривена је у доста оштећеном стању: без крила, леве руке, лица и са делимичном десном руком и плаштом. Пре излагања у музеју у потпуности је реконструисана и обновљена.

### Галерија 7 Фидијасова радионица.
Предмети изложени у овој галерији припадају крају 4. века п. н. е. и већином су из хеленистичке епохе (3. и 2. век п. н. е), мада има и артефаката из каснијег периода. Изложени предмети махом су ронађени на подручју светишта Олимпије и античких градова Елиде, Пиргос али и других места. Изложени су углавном ситнији артефакти.
У овој соби су изложени низ предмета, керамике и алата, које су дело вајара Фи’дијаса као и материјали и алати који су коришћени за израду величанствене статуе Зевса у Олимпији, једне од седам светских чуда. Његова радионица је пронађен у западном делу археолошког локалитета и идентификован је 1958. године открићем цитата на артефактима.
Међу изложеним експонатима је и глава статуе Александра Македонског.
Из хеленистичког периода су глава статуе атлета и сачувана основа атлета од бронзе.

### Галерија 8. Праксителов Хермес
Једно од најпознатијих и малобројних сачуваних ремек дела грчке скулптуре 4. века п. н. е., Праксителов Хермес с Дионисом, изложено је у овој галерији. Пронађено је приликом ископавања 1877. године у Алтису, у цели Херина храма. На том месту га је видео Паузанија у 2. веку п. н. е. Ова скулптура висока 2,15 метара израђена је у мермеру 343. године п. н. е. На њој је приказан је Хермес у цвату младеначке лепоте, у лежерном ставу како носи малог Диониса нимфама. Хермес је лик младог мушкарца, а не атлета, са сањарским погледом и осмехом који се види на његовом лицу. Површина мермера обрађена је мајсторски са много сензибилитета, благо и меко, тако да се уз помоћ игре светла, добија утисак животности фигуре.
Упркос неким мишљењима стручњака да би скулптура могла бити римска копија Праксителовог дела, превладава став да је реч о оригиналној Праксителовој скулптури из 4. века п. н. е.
Ремек дело грчке скулптуре Праксителов Хермес
- Хермес ( 330. п. н. е.)
- Мали Дионис (детаљ).
- Хермес (задња страна)

### Галерија 9. Касни хеленистички период
У овој галерији изложене су скулптуре, грнчарија и архитектонски елементи из касног, класичног хеленистичких периода.

### Галерије 10 и 11. Римски период
Статуе и други налази који се могу разгледати у ове две галерије припадају римској епохи од 1. до 4. века п. н. е. Већина изложених статуа пронађена је у екседри Херода Атике и храму Метроону, а представљају чланове породице Херода Атике и римске цареве и царице.
У витринама лево и десно изложени су ситни предмети од бронзе, мермерна фигура Асклепија, глинене вазе и фигурице од печене глине.
У овом простору изложена је и монументална статуа цара Августа (27. година п. н. е. до 14. годинеа п. н.е.), која се налазила у Метроону.
Изложени предмети у овим галеријама су заправо налази откривени у светилишту Олимпије који припадају различитим епохама, од геометријске до римске. У витринама су распоређени различити мали предмети од бронзе и печене глине из геометријског периода 9. и 8. века п. н. е., који се односе на Олимпијске игре.
Међу многим базама статуа олимпијских такмичара, посвећених појединцима, налази се база статуе Полидора (Лизипово дело) из Тесалије, рвача и боксера са неколико рељефа, који представљају његове подухвате, око 360. године п. н. е.
Од занимљивијих експоната је надгробна мермерна стела атлете у борби шакама Камила из Александрије, победника у Немеја, из 3. векапне. Она носи дирљив натпис, према којем је Камило после такмичења умро, молећи пре тога бога Зевса да му да награду или смрт. Тај пример показује колико је за младе такмичаре значила олимпијска победа.
Статуе из римског периода 

### Галерија 12. Последње године живота светилишта
Ова последња јгалерија завршава презентацију целокупне историје светилишта, приказом артефакте од теракоте, бронзе и гвожђа од другог до шестог (седмог) века нове ере када је место напуштено.
У овој галерији изложене је најбогатије сачувана колекција грчких скулптура забата и метопе са Зевсовог храма у Олимпији. Паузанија је у свом путопису написао да је Пеонији из Менде аутор скулптура источног забата, а Алкамен западног. Новија истраживања утврдила су да се техника рада ове двојице аутора разликује од наведене забатне скулптуре, као и да су ти уметници деловали у другој половини 5. века. То значи да су украси дело других непознатих аутора.
Сачуване скулптуре источног забата постављене су на левој страни зида дворане. На десној страни зида изложени су остаци скулптуре са западног забата. Композицију чини складно састављена 21 фигура, које су представљале панхеленску. легенду: борбу Лапите и Кентаура. У приказаним сценама дошли су до пуног изражаја жестина и насиље којом су пијани Кентаури покушавали Лапити отети жене. Вероватно је приказом те борбе аутор дела алудирао на борбе Грка са азијским варварима који су им желели отети све, не само земљу, већ и слободу.